# Seiji Honda
Seiji Honda (本田 征治 Honda Seiji?), född 25 februari 1976, är en japansk tidigare fotbollsspelare.
I april 1995 blev han uttagen i Japans trupp till U20-världsmästerskapet 1995.